# Karossen - iagttagelser fra en bil med radio
|  | Denne artikel er oprettet af botten PalnaBot ud fra en ekstern database. Den kan derfor have sproglige fejl eller mangler. Denne skabelon kan fjernes efter kontrol af indholdet. |

Karossen - iagttagelser fra en bil med radio er en film instrueret af Henrik Ruben Genz.